# كيث ماثيوز (لاعب كرة قدم)
كيث ماثيوز (بالإنجليزية: Keith Matthews)‏ هو لاعب كرة قدم بريطاني، ولد في 7 مارس 1934 في ريكسهام في المملكة المتحدة، وتوفي بنفس المكان في 2008. لعب مع نادي ريكسهام.